# Urina

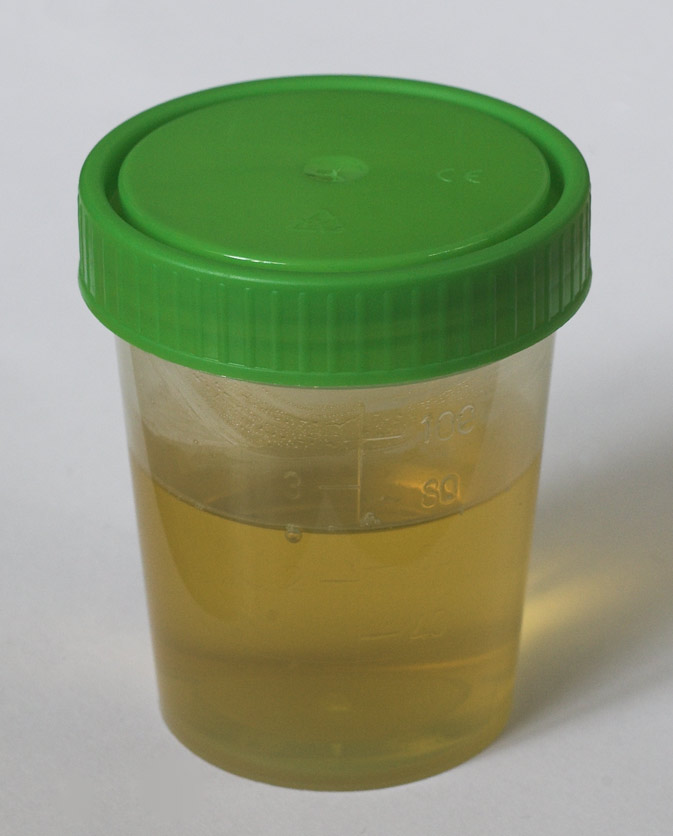
Uma amostra de urina humana.

Urina é um subproduto líquido do corpo, tipicamente estéril (na ausência de doenças), secretada pelos rins, depositada na bexiga e excretado pela uretra. O metabolismo celular gera vários subprodutos, muito ricos em nitrogênio, que precisam ser eliminados da corrente sanguínea. Estes subprodutos são eventualmente expelidos do corpo em um processo conhecido como micção, o método primário para excretar do corpo substâncias químicas solúveis em água. Estas substâncias químicas podem ser analisadas por uranálise. É uma forma de limpar o organismo liberando gorduras, sais e outros.
Nos mamíferos, a urina é um fluido excretório resultante da filtragem do sangue nos rins. Nas aves e nos répteis é uma excreção sólida ou semi-sólida.
A urina é constituída pela filtração do plasma com posterior reabsorção dos nutrientes ainda presentes no mesmo, pelo túbulo proximal. A filtração é feita nos néfrons, que obtém uma parede, um tubo, que é chamado de túbulo, o qual é rodeado de vasos sanguíneos, que sugam os nutrientes que o organismo precisa, para depois ir para os ureteres, para a bexiga para ser armazenada, e passada para a uretra para finalmente ser expelida.

## Urina humana
A urina humana, tal como a urina de outros animais, é composta por cerca de 3 000 componentes, mas principalmente de água (95%, em média), e contém também cerca de 3% de ureia e de ácido úrico, sal e outras substâncias, sendo expelida durante o ato de urinar. O volume, a acidez e a concentração de sais na urina são regulados por hormonas, entre as quais figuram a hormona antidiurética e a aldosterona. Estas hormonas atuam nos rins para garantir que a água, os sais e o equilíbrio ácido-base (acidez ou alcalinidade do sangue e do fluido intersticial) do organismo se mantêm dentro de estreitos limites. Cerca de metade dos sólidos na urina humana são ureias, o principal produto da degradação do metabolismo das proteínas, e o resto inclui nitrogénio, cloretos, cetosteróides, fósforo, amónio, creatinina e ácido úrico. A presença na urina de açúcar, albumina, pigmentos biliares ou quantidades anormais de algumas substâncias, incluindo as constituintes habituais, é indicador de doenças. A urina é normalmente estéril quando é expelida e tem só um vago cheiro. O cheiro desagradável da urina deteriorada é devido à ação de bactérias que provocam a libertação de amoníaco.

## Conteúdos anormais da urina

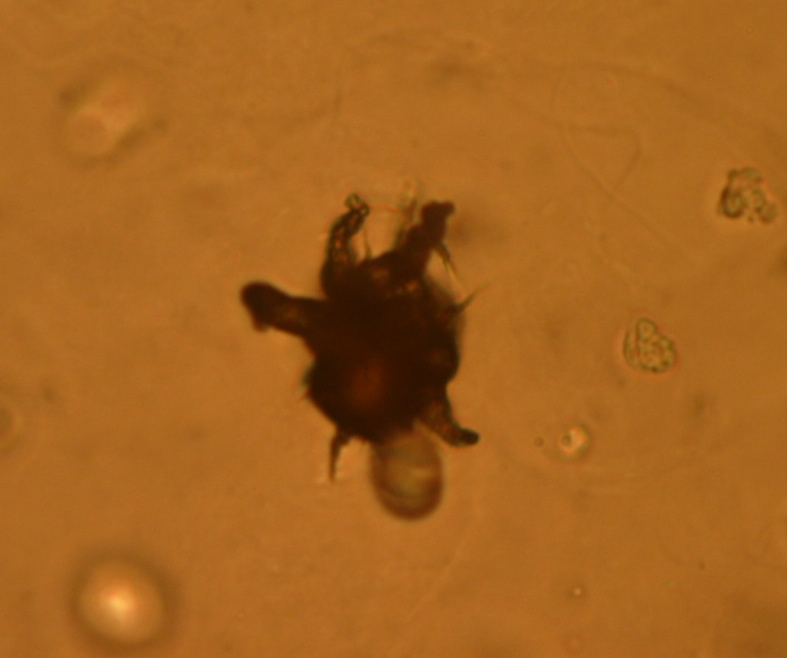
Cristais de urato de amónio na urina: corpúsculos de cor café amarelado com espículas largas e irregulares. Consideram-se patológicos só se aparecerem na urina recém expelida.

- Glicosúria: é a presença de glucose na urina e aparece sobretudo na diabetes mellitus;
- Hematúria: é a presença de sangue na urina, podendo ser sinal de problemas como: infeção urinária, litíase urinária, glomerulonefrite, neoplasia (cancros da bexiga, do uréter, dos rins ou da próstata)
- Bacteriúria: é a presença de bactérias na urina;
- Piúria: é a presença de pus na urina;
- Proteinúria: é a presença de proteínas na urina, como é costume observar-se nos casos de glomerulonefrite, infeção do trato urinário, intoxicações, diabetes e outras.

## Termos relacionados
- Anúria, falta de produção de urina.
- Oligúria, diminuição do volume de urina para valores abaixo do normal (cerca de 1,4 l/dia no adulto normal).
- Retenção urinária, impossibilidade de eliminação da urina acumulada na bexiga.
- Infeção urinária, existência de germes na urina por causa de infeções na uretra, etc.